# 櫻井勝之進
櫻井 勝之進（さくらい かつのしん、1909年〈明治42年〉10月28日 - 2005年〈平成17年〉12月25日）は、日本の神職。

## 略歴
1909年、島根県那賀郡今福村（現浜田市）に社家の長男として生まれる。1931年（昭和6年）に神宮皇學館（皇學館大学の前身）を卒業し、熊本県菊池市の菊池神社の宮司など官国幣社4社の神職を経て、1955年に神宮教化局教導司、1957年より神宮禰宜として奉職。祭祀のかたわらで皇學館大学で祭祀概説の非常勤講師を兼務。1975年に芦屋大学で日本文化研究の教授に就任（1995年まで）。多賀大社宮司、神社本庁総長を務めたのちに皇學館大学理事長に就任。1990年に神社本庁から「長老」の称号をうける。1995年に勲三等瑞宝章を授与。1990年に「伊勢神宮の祖型と展開」によって芦屋大学から学術博士の学位を取得。三重県伊勢市で晩年をおくり、2005年に心不全のため死去。享年96。
皇學館大学特別教授櫻井治男の義父。

## 著書

### 単著
- 『伊勢神宮』（1969年、学生社、新版1998年、再訂版2019年。ISBN 4311801076）
- 『伊勢の大神の宮』（1974年、堀書店。NCID BA38371734、OCLC 8367145）
- 『カミ・くに・人』（1983年、多賀大社。OCLC 858576580）
- 『伊勢神宮の祖型と展開』（1991年、国書刊行会、ISBN 978-4-336-03296-6）
- 『続 カミ・くに・人』（1995年、多賀大社。全国書誌番号:96023834、OCLC 674383556）
- 『聖恩は雨の如くに』（1996年、神社新報ブックス・神社新報社、ISBN 4915265943）小冊子
- 『神道研究ノート』（1998年、国書刊行会、ISBN 4336040656）
- 『次代に伝える神道』（1998年、神道ブックレット・弘文堂、ISBN 4335100728）小冊子
- 『伊勢の式年遷宮　その由来と理由』（2003年、皇學館大學出版部、ISBN 487644109X）
- 『神道を学びなおす』（2005年、神社新報ブックス・神社新報社、ISBN 4-915265-06-4）小冊子
- 『新編 カミ・くに・人』（2015年、神社新報社。ISBN 978-4908128059）

### 編著・共著
- 『熊本県祭礼調』（1955年、熊本県神社庁。NCID BA65521716、OCLC 836258277。）
- 『現代諸祭祝詞大宝典』（1988年、国書刊行会。全国書誌番号:88025552、NCID BN02445488。）
- 西川順土・薗田稔共著『日本神道論』（1990年、学生社。ISBN 4311201524）討論集
- 『平成版諸祭祝詞例文集成』（加藤隆久共編、1999年、国書刊行会。ISBN 433604189X）